# Lasioglossum halophitum
Lasioglossum halophitum là một loài Hymenoptera trong họ Halictidae. Loài này được Graenicher mô tả khoa học năm 1927.

## Hình ảnh

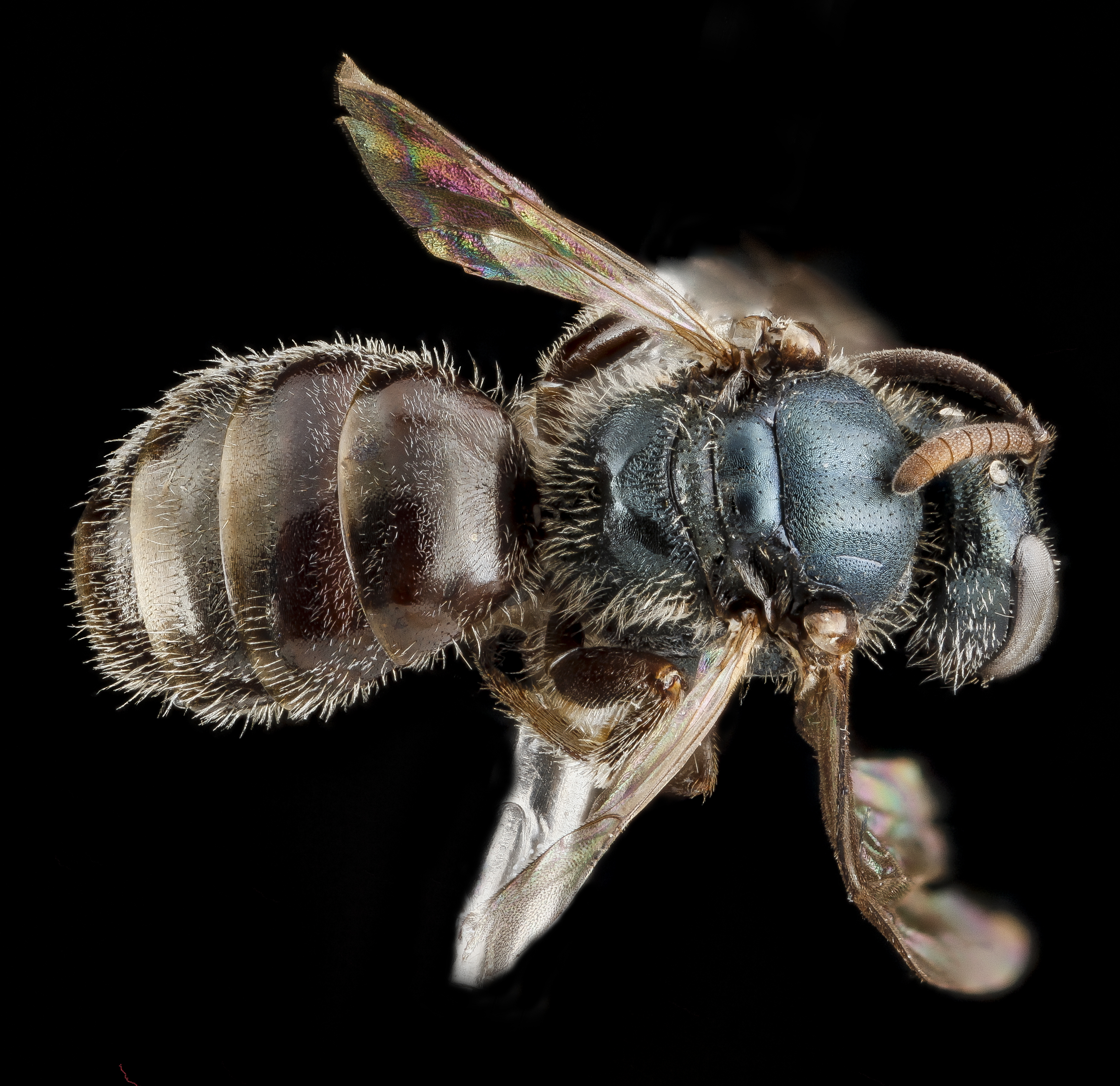
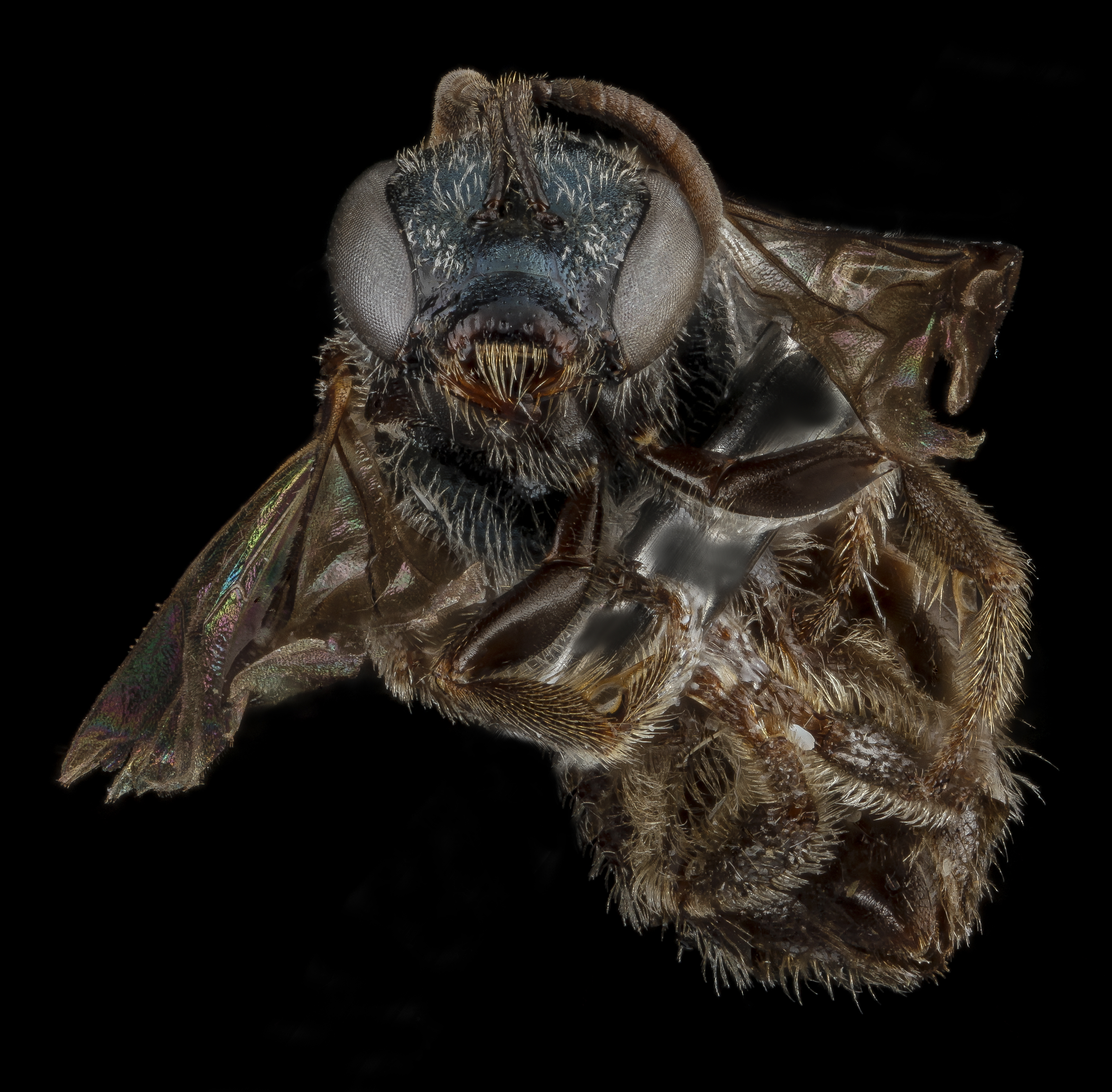